# محمد الحضيف
محمد الحضيف هو كاتب سعودي ووالد الكاتبة والقاصة هديل الحضيف، حصل على المركز الأول في نتائج الثانوية العامة ثم التحق بـجامعة الملك سعود قسم الإعلام تخصص صحافة وحصل على شهادة البكالوريوس منها مع مرتبة الشرف عام 1983. نال درجة الماجستير في نظريات الإعلام حيث تخصَّصَ في نظريات الإقناع والصورة النمطية كما درس الدراسات التطبيقية في جامعة كانساس في الولايات المتحدة الأمريكية عام 1988. كان موضوع الرسالة هو: «الصورة الذهنية للإنسان العربي، كما تعرضها وسائل الإعلام الأمريكية، وتأثيرها على العلاقة بين الفرد الأمريكي والفرد العربي». نال شهادة الدكتوراة في الصحافة والعلاقات العامة من جامعة ويلز في بريطانيا عام 1992، حيث كان موضوع رسالته: «الإعلام والتنمية... المفهوم التنموي أو العلاقات العامة: قضية التنمية في المملكة العربية السعودية، كما تعرضها الصحافة السعودية، دراسة وصفية تحليلية».

## الخبرات الإعلامية
عمل الحضيف كعضو لهيئة تحرير صحيفة رسالة الجامعة من عام 1401 هـ حيث شغل منصب كاتب زاوية ثابتة، كما عمل محررا في جريدة الرياض عام 1404 هـ، ومحرر في مجلة الدعوة عام 1404 هـ، ومدير تحرير مجلة المغترب الصادرة عن نادي الطلبة السعوديين في مدينة كاربونديل في ولاية إلينوي في الولايات المتحدة الأمريكية من عام 1986 إلى 1988. وعضو هيئة تحرير مجلة الأمل الصادرة عن جمعية الطلبة العرب المسلمين في الولايات المتحدة الأمريكية وكندا من عام 1985 إلى 1988.
أعد وقدم عددا من البرامج في كل من قناة المجد، وقناة دليل كما شارك في عدد من البرامج الحوارية في عدد من القنوات مثل: قناة الرسالة، قناة العربية، القناة السعودية الأولى، والقناة السعودية الثانية. يعد الحضيف كاتب مقال له مشاركات في العديد من الصحافة المحلية والخليجية، وفي بعض مواقع الإنترنت مثل: الإسلام اليوم، ومجلة العصر. كما يعد كاتب قصة قصيرة، صدرت له ثلاث مجموعات قصصية وله موقع على شبكة الإنترنت يحوي أعماله الأدبية ومقالاته الفكرية والسياسية. ألقى عشرات المحاضرات وشارك في عدد من الندوات، كما أنه حاصل على عضوية عدد من الجمعيات الخارجية ذات العلاقة بتخصصه.

## الخبرات العملية
- عمل معيداً في قسم الإعلام كلية الآداب في جامعة الملك سعود عام 1404 هـ، كان خلالها مسئولاً عن إدارة لجنة التسجيل في القسم، كما درس بعض المقررات.
- عمل أستاذاً مساعداً في قسم الإعلام، في كلية الآداب جامعة الملك سـعود من 1412 - 1415 هـ / 1992 – 1995م، دَرّس خلال تلك الفترة مقررات: مهارات الاتصال الإنساني، فن الإعلان، الحملات الإعلانية، الإعلام والتسويق، العلاقات العامة، إضافةً إلى مواد الصحافة: الرأي العام والدعاية، إدارة الصحف، الإعلام والتنمية، الخبر ومصادره، الحرب النفسية، فن المقابلة، وسائل الإعلام والمجتمع.
- عمل مديراً للتسويق والعلاقات العامة في شركة (KPMG)، محاسبون قانونيون ومستشارون، في الفترة من 1998م إلى 1999م.
- المدير التنفيذي لشركة البراء للخدمات الإعلامية من 1999م إلى 2001م.
- مستشار في مكتب القاسم للمحاسبة والاستشارات والدراسات من  2001م  إلى 2003م.
- مدير إدارة الجودة والتطوير في قناة المجد الفضائية من 2003م إلى 2010م.

## الخبرات الأكاديمية والتدريبية
ألقى عشرات المحاضرات، وشارك في العديد من الندوات وورش العمل في المجالات التالية:
- مهارات الاتصال الفعال.
- صناعة الصورة الذهنية: كيف تقدم نفسك، وتكون مقنعاً.
- وسائل الإعلام والتأثير: نظريات ترتيب الأولويات،  وحارس البوابة، وتدفق المعلومات على مرحلتين.. أنموذجاً.
- الإعلام والتنمية: النموذج المسيطر، والنماذج الأخرى: نحو نموذج عملي للدول النامية.

## صدر له
- كيف تؤثر وسائل الإعلام- دراسة في النظريات والأساليب.1995.
- ديمي.. حب أول: (مجموعة قصصية). 2003.
- غوانتانامو: (مجموعة قصصية). 2003.
- موضي.. حلم يموت تحت الأقدام: (قصة طويلة). 2003.
- نقطة تفتيش: (رواية). 2006.
- رماد.. عـادت به سارة: (مجموعة قصصية) 2010

## الاعتقال
كان الحضيف قد اعتُقل عام 1994 لمشاركته الرئيسية في ما يعرف بخطاب النصيحة الذي كان يهدف لتعزيز الجانب الحقوقي للمواطن السعودي. استمر اعتقال الحضيف في فترته الأولى لأربع سنوات. عادت السلطات السعودية لاعتقال الحضيف يوم السبت 19 مارس 2016 بعد عودته من تركيا إلى السعودية وتُشير المصادر إلى أن الاعتقال جاء بعد ما وُصف «بسلسلة من الإساءات» التي وجهها الحضيف إلى دول شقيقة وفي مقدمتها دولة الإمارات العربية المتحدة، وكان الحضيف قد علَّق قبل اعتقاله على خبر تناول زيارة وزير العدل المصري السابق أحمد الزند إلى الإمارات، بالتغريد عبر حسابه الرسمي على تويتر قائلاً: «إلى أكبر مكب نفايات بشرية في العالم»، وهو ما اعتبرته السلطات السعودية تجاوزًا يستدعي الاعتقال والمحاكمة بتهمة التعرض لحكومات دول مجاورة.